# Planet of the Daleks
Planet of the Daleks (La Planète des Daleks)  est le soixante-huitième épisode de la première série de la série télévisée britannique de science-fiction Doctor Who. Il fut originellement diffusé en six parties, du 7 avril au 12 mai 1973.

## Accroche
Touché par un tir, Le Docteur se retrouve avec Jo sur la planète Spiridon afin de regagner des forces. Il retrouve une équipe de Thals, le peuple qu'il a aidé autrefois, en exploration sur une planète jungle Spiridon sur laquelle se trouve de mystérieux Daleks invisibles.

## Distribution
- Jon Pertwee — Le Docteur
- Katy Manning — Jo Grant
- Prentis Hancock — Vaber
- Bernard Horsfall — Taron
- Tim Preece — Codal
- Jane How — Rebec
- Hilary Minster — Marat
- Alan Tucker — Latep
- Roy Skelton — Wester
- Michael Wisher, Roy Skelton — Voix des Daleks
- John Scott Martin, Murphy Grumbar, Cy Town — Daleks

## Résumé
Après s'être fait tirer dessus par le Maître à la fin de l'épisode précédent, Le Docteur décide de rentrer dans son TARDIS afin d'envoyer un message aux seigneurs du temps avant de s'effondrer. Laissée seule dans le TARDIS avec un Docteur dont le corps est devenu glacial, Jo commence à paniquer et lorsque le vaisseau se pose dans un lieu qui ressemble à une jungle, elle décide de sortir dehors pour l'explorer. Touchée par une sorte de poison sécrété par les plantes, une marque commence à s'étendre le long de son corps sans qu'elle le sache. Elle y croise trois astronautes Thals, Taron, Vaber et Codal qui la laissent seule sur le vaisseau alors que la maladie commence à la gagner. 
Régénéré et manquant d'air, le Docteur sort de son vaisseau et tombe sur l'escouade de Thals qui lui vient en aide. Ils font partie d'une expédition d'exploration qui s'est écrasée sur Spiridon. Tombant sur une menace invisible, ils utilisent des sprays de peinture pour le révéler et s'apercevoir qu'il s'agit d'un Dalek inanimé. Taron explique alors que les habitants de cette planète, les Spiridons, ont le moyen de se rendre invisible. Les Daleks ont tenté de voler cette technologie mais le processus utilisé trop longtemps provoque la désactivation des Daleks. Pendant ce temps là, Wester, un spiridon sort Jo du vaisseau peu de temps avant que les Daleks ne le détruise avec leurs lance-flammes et la soigne de sa maladie. Témoin de la destruction du vaisseau par les Daleks, le Docteur tente de s'interposer et se fait capturer ainsi que Codal. Taron et Vaber retrouvent une autre équipe de Thals, Rebec, Marat et Latep qui les informent que plus de 10 milles Daleks devraient être sur cette planète.
Les Daleks expérimentent une bactérie capable de détruire les plantes et toutes traces de vie sur la planète. Emmenée par Wester, Jo voit des esclaves spiridon contraints d'entrer dans la base des Daleks et se faufile à l'intérieur alors qu'au même moment, le Docteur et Codal réussissent à s'enfuir de leur cellule, et que Taron, Vaer et Latep entrent dans la base via un conduit de refroidissement. En effet, au lieu de lave, la croûte de la planète est constituée de glaces qui peuvent remonter à la surface à la suite d'éruptions. Tous se retrouvent et parviennent à s'échapper en s'élevant dans les colonnes de réfrigération. 
Témoin de la destruction des explosifs Thals par les Daleks, Jo réussit à en récupérer deux avant de rejoindre le groupe des survivants. Le Docteur lui explique que son message envers les seigneurs du temps demandait à ce qu'ils guident le TARDIS vers cette base dont il avait découvert l'existence sur la planète des Ogrons. Alors qu'ils observent des Daleks conduire des esclaves spiridons sur la plaine rocheuse, Vaber et Taron se disputent sur la marche à suivre. Vaber s'enfuit avec les deux bombes ayant l'idée de faire exploser les conduits de ventilations Daleks mais il est surpris par les esclaves spiridons. Le Docteur et ses alliés sont cernés par des bêtes mystérieuses qu'ils repoussent avec du feu en attendant l'aube.
Le Docteur et les Thals réussissent à désactiver un Dalek. Ils se font passer pour des esclaves Spiridon recouvert de fourrure et Rebec entre dans l'armure d'un Dalek pour pouvoir entrer dans leur base. Wester se sacrifie afin de détruire la bactérie, pendant que le groupe dirigé par le Docteur se fait repérer. Jo et Latep sont témoins de l'arrivée sur Spiridon d'un Dalek doré, le Dalek suprême, ils infiltrent la base afin d'en informer le Docteur.
Grâce à des explosifs qui provoquent une éruption de glace, l'armée Dalek dormante est emprisonné sous les glaces et la base est devenue inactive. Les Thals utilisent le vaisseau du Dalek suprême afin de rentrer sur Skaro et Latep demande à Jo de le suivre là bas. Malgré ses sentiments pour le Thal, elle demande au Docteur de la ramener à la maison, la Terre. 

### Continuité
- L'épisode débute à l'endroit où l'épisode précédent se terminait.
- Le Docteur se sert de l'emprise que les Seigneurs du temps ont sur le TARDIS afin de se faire transporter sur Spiridon.
- Rencontrant les Thals le Docteur leur parle de ses actions dans l'épisode « The Daleks » ce qui étonne ceux-ci car ces événements ont eu lieu des centaines d'années auparavant. Les Thals ont toujours les cheveux blonds.
- On trouve de nombreuses ressemblance avec l'épisode « The Daleks » comme l'utilisation d'une armure Dalek pour s'introduire dans une forteresse, le rayon paralysant, la mission dans la jungle, le moyen de les désorienter en les faisant tourner et les Daleks emprisonnés dans leurs propre ville à la fin de l'épisode.
- Le Docteur tente d'utiliser son tournevis sonique sur la porte de sa cellule avant d'abandonner en disant que les Daleks possèdent des systèmes de sécurité trop perfectionnés.
- Le Docteur renverse une nouvelle fois la polarité d'un élément. Le Docteur réutilisera un appareil censé désorienter les Daleks dans l'aventure du septième Docteur « Remembrance of the Daleks ».

## Production

### Scénarisation
Depuis « The Daleks' Master Plan » en 1965/1966, plus aucun épisode de Doctor Who de cet envergure n'avait été tenté et cet épisode partait de l'idée du producteur Barry Letts de faire un épisode qui soit tout aussi long. Les budgets de l'époque avaient été revues à la hausse et la notoriété de la série lui assurait une audience stable. Toutefois, le réalisateur Douglas Camfield les avertit de la difficulté d'écrire un scénario pour une histoire qui se déroulerait sur 3 mois consécutifs. Il fut donc décidé de faire deux histoires de 6 parties chacune mettant en scène les plus grands ennemis du Docteur : le Maître dans la première et les Daleks dans la seconde, chaque histoire étant relié par un nœud commun.
Pour écrire la seconde histoire, centré autour des Daleks, ils font appel au créateur de ceux-ci, Terry Nation, qui n'avait pas travaillé pour la série depuis « The Daleks' Master Plan » en 1965. Dans sa volonté d'écrire un spin-off sur les Daleks, il avait refusé en 1967 que ceux-ci rencontrent les Cybermen et lorsque la production l'avait approché en 1971 pour les faire revenir dans « Day of the Daleks » il n'avait pas le temps d'écrire l'épisode. Ayant enfin un trou dans son agenda, il se propose d'écrire l'épisode sur les Daleks de la saison 10, qui sera commandé le 21 avril 1972 sous le titre de Planet Of The Daleks puis de "Destination Dalek". Assez peu au courant du changement des habitudes de la série, il donnera à chaque partie un titre individuel ("Destinus", "Countdown to Eternity" et "Victory").
Nation écrit le personnage de Rebec en s'inspirant de sa propre fille, Rebecca et Latep en jouant sur le mot "Petal" (pétale.) Peu sûr du nombre d'armures Daleks disponible par la BBC, il écrira son épisode de telle sorte que le nombre puisse fluctuer. Il prévoyait aussi que la totalité de l'expédition Thals soit exterminée par les Daleks à la fin de la cinquième partie, mais l'idée fut refusée par la direction de la BBC. Le script de la première partie fut remanié par le script-éditor (responsable des scénarios) Terrance Dicks de sorte qu'il puisse coïncider avec la fin de « Frontier in Space » où le Docteur est montré mal en point et agonisant.
Barry Letts et Terrance Dicks avoueront que si l'analogie à la guerre du Vietnam (deux puissances se battant dans une jungle dont les habitants locaux sont pris comme esclaves d'une des puissances) n'était pas voulue ainsi il est possible que celle-ci ait influencée Terry Nation.

### Casting
- Bernard Horsfall a joué précédemment le rôle de Gulliver dans « The Mind Robber » et celui du premier seigneur du temps dans « The War Games ». Il réapparaîtra dans le rôle du Chancelier Goth dans « The Deadly Assassin ».
- John Woodnutt a joué précédemment Hibbert dans « Spearhead from Space », il jouera Salamar dans « Planet of Evil» et celui d'un garde dans « The Ribos Operation ».

### Tournage
La réalisation de l'épisode fut confié à David Maloney un autre "vétéran" de la série qui n'avait pas dirigé pour la série depuis « The War Games » trois ans et demi auparavant. Il fut assez désappointé de s'apercevoir que les 4 armures de Daleks qui furent construites pour cet épisode étaient très peu mobiles, tandis qu'il ne restait que trois d'entre elles datant des années 1960. Il fut décidé qu'elles seraient mises en avant plan le plus souvent possible tandis que l'armure du Dalek Suprême fut celle que Terry Nation avait récupérée du tournage du film Les Daleks envahissent la Terre. Il fut modifié de sorte à avoir des lampes qui s'allument lorsqu'il parle.
Les scènes en extérieur furent tournées le 2 et 3 janvier 1973 dans la carrière de pierre de Redhill dans le Surrey afin de filmer le lac de glace. Les scènes se déroulant dans les tunnels de glaces et les conduits d'aération furent tournées sur 4 jours aux studios d'Eealing les 4, 5, 8 et 9 janvier. Les scènes de maquettes furent filmées le 16. Comme dans « The Evil of the Daleks »  la scène montrant une armée de Daleks est créée à partir de jouets Daleks en plastique de la marque Louis Marx. 
Le tournage en studio débuta les 22 et 23 janvier au Studio 4 du Centre télévisuel de la BBC par le tournage des deux premières parties, de la scène finale dans le TARDIS de la 6e partie et de la scène finale de « Frontier in Space ». L'épisode précédent ayant été tourné en septembre 1972, la coiffure de Katy Manning avait d'ailleurs changée. D'autres scènes de maquettes furent filmées le 27 et 29 janvier. Le tournage des parties 3 et 4 ainsi que les scènes ayant lieu dans la salle de contrôle des Daleks et celles dans les roches de la partie 6, eu lieu les 5 et 6 février au Studio 6. Après un tournage maquette le 8 février, les parties 5 et 6 furent complétées les 19 et 20 février au Studio 1.

### Post Production
L'épisode affiche quelques problèmes entre les différents cliffhangers : les parties 2 et 4 ne reprennent pas la fin de l'épisode précédent, tandis que l'épisode 3 montre une prise alternative à celle jouée à la fin de la deuxième partie.

## Diffusion et Réception
| Épisode | Date de diffusion | Durée | Téléspectateurs en millions | Archives            |
| --- | ----------------- | ----- | --------------------------- | ------------------- |
| Épisode 1 | 7 avril 1973      | 24:51 | 11,0                        | Bandes couleurs PAL |
| Épisode 2 | 14 avril 1973     | 24:08 | 10,7                        | Bandes couleurs PAL |
| Épisode 3 | 21 avril 1973     | 22:34 | 10,1                        | Bandes recolorisées |
| Épisode 4 | 28 avril 1973     | 23:36 | 8,3                         | Bandes couleurs PAL |
| Épisode 5 | 5 mai 1973        | 22:31 | 9,7                         | Bandes couleurs PAL |
| Épisode 6 | 12 mai 1973       | 23:02 | 8,5                         | Bandes couleurs PAL |
| Diffusé en six parties du 7 avril au 12 mai 1973, l'épisode fit un score d'audience très bon pour les trois premières parties. |                   |       |                             |                     |

À l'époque de la diffusion de l'épisode, les éditions Target Book rééditeront les novélisations de Doctor Who and The Daleks , Doctor Who and the Zarbi et Doctor Who and the Crusaders entamant une collection d'adaptation d'épisodes en livres qui durera plus de 20 ans. L'épisode fut rediffusé en 1993 lors du programme "Doctor Who and the Daleks" célébrant les 30 ans de la série. Chaque partie était précédée par une petite vignette de 5 minutes, comme le film de recrutement de U.N.I.T.
Donnant leur avis sur cet épisode en 1995 dans le livre "Doctor Who : The Discontinuity Guide", Paul Cornell, Martin Day et Keith Topping diront qu'il s'agit d'un épisode typique des Daleks, basé sur des coïncidences, des morts exagérée et des évasions ridicules. Ils estiment qu'ils s'agit d'une réécriture de «The Daleks» où la morale pacifique et anti-nucléaire est devenu monologue faiblard sur la bravoure et l'attention.
En 2010, Mark Braxton de Radio Times décrira cet épisode comme "une histoire excitante pour un spectacle en toc" qui se trouve "totalement compromis" par les valeurs de la production. S'il trouve quelques passages divertissants, il estime que le tout manque d'émotion et que les Daleks n'ont rien d'impressionnant. Sur le site "DVD Talks" John Sinnott trouvera l'épisode plus divertissant que « Frontier in Space » et salue la façon dont Terry Nation "remplit son histoire avec des créatures indescriptibles et les utilise parfaitement pour faire avancer son histoire".

### Épisode Perdu
Dans les années 1960 et 70 à des fins d'économie, la BBC détruisit de nombreux épisodes de Doctor Who. La BBC effacera les cassettes vidéo des enregistrements couleurs à 625 lignes de la partie 3 en 1976 et n'en conservera qu'une copie noir et blanc. Les 5 parties restantes étant restée en l'état, l'épisode fut recolorisé par la compagnie Legend Films en 2008.

## Novélisation
L'épisode fut novélisé sous le titre "Doctor Who and the Planet of the Daleks" par Terrance Dicks et publié en octobre 1976. Il porte le numéro 46 de la collection Doctor Who des éditions Target Book. Le roman s'ouvre sur le coma du Docteur alors qu'il poursuit les Daleks dans l'espace, le détachant de son côté "épisode en deux parties." Elle connut la même année une réédition en version abrégé sous le titre de "Doctor Who and the Daleks Omnibus" chez Artus édition avec le roman Doctor Who and The Genesis of the Daleks.  Le roman fut traduit en allemand en 1980 sous le titre "Dr Who: Der Planet der Daleks,". Il fut réédité en 1983 chez W. H. Allen hardback édition dans une édition intitulée The Dalek Omnibus contenant Doctor Who and The Dalek invasion of Earth, Doctor Who and the Planet of the Daleks et Doctor Who and the Day of Daleks.

## Éditions VHS, CD et DVD
L'épisode n'a jamais été édité en français, mais a connu plusieurs éditions au Royaume-Uni et aux États-Unis.
- En 1995, une lecture abrégée de la novélisation de cet épisode par Jon Pertwee en CD fut éditée par les BBC Audiobooks.
- L'épisode est sorti en VHS en août 1999 dans un coffret nommé The Dalek Tin (La boîte des Daleks) en Angleterre et dans un format individuel aux États-Unis.
- L'épisode ressortit en version DVD le 5 octobre 2009 au Royaume-Uni dans le coffret Dalek War avec l'épisode « Frontier in Space » avec la troisième partie recolorisée[8]. Le DVD contient en bonus les commentaires audio de Katy Manning, (Vaber), Tim Preece (Codal), Barry Letts et Terrance Dicks, des interviews des acteurs, un making-of, un documentaire sur la colorisation de l'épisode et un autre sur les Daleks à travers la série.